# Mike Blunden
Michael Charles „Mike“ Blunden (* 15. Dezember 1986 in Toronto, Ontario) ist ein ehemaliger kanadischer Eishockeyspieler und derzeitiger -scout, der im Verlauf seiner aktiven Karriere zwischen 2002 und 2020 unter anderem 135 Spiele für die Chicago Blackhawks, Columbus Blue Jackets, Canadiens de Montréal, Tampa Bay Lightning und Ottawa Senators in der National Hockey League (NHL) auf der Position des rechten Flügelstürmers bestritten hat. Darüber hinaus absolvierte Blunden annähernd 600 weitere Partien in der American Hockey League und verbrachte eine Spielzeit bei den Schwenninger Wild Wings in der Deutschen Eishockey Liga (DEL).

## Karriere

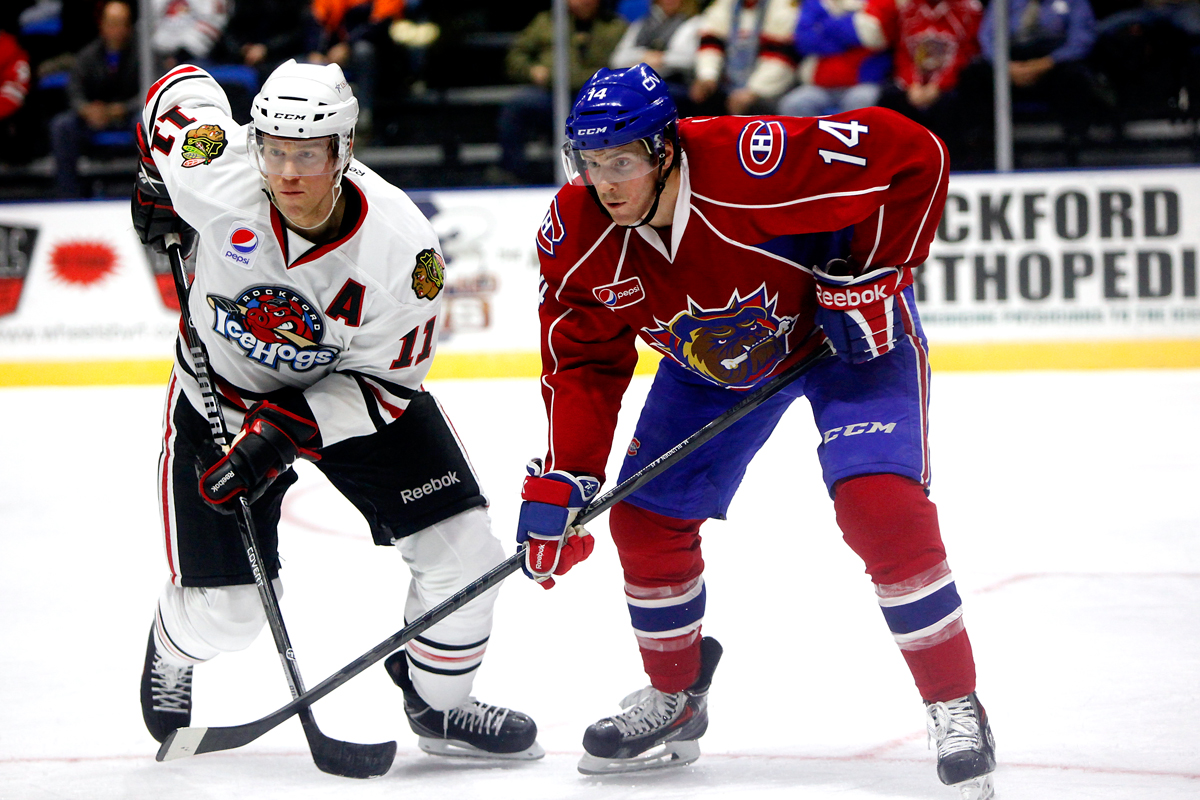
Blunden (rechts) im Trikot der Hamilton Bulldogs

Blunden begann seine Karriere als Eishockeyspieler bei den Erie Otters, für die er von 2002 bis 2006 in der kanadischen Juniorenliga Ontario Hockey League (OHL) aktiv war. In diesem Zeitraum wurde er im NHL Entry Draft 2005 in der zweiten Runde als insgesamt 43. Spieler von den Chicago Blackhawks ausgewählt, für die er in der Saison 2006/07 sein Debüt in der National Hockey League (NHL) gab. In seinem Rookiejahr erhielt der Angreifer in neun Spielen zehn Strafminuten. Die restliche Zeit verbrachte er allerdings bei deren Farmteam aus der American Hockey League (AHL), den Norfolk Admirals. In der Saison 2007/08 stand der Rechtsschütze nur in einem Spiel für Chicago in der NHL auf dem Eis und lief erneut den Rest der Spielzeit für die Rockford IceHogs in der AHL auf.
Nachdem er auch die Spielzeit 2008/09 bei den IceHogs begonnen hatte, wurde er am 10. Januar 2009 im Tausch für Adam Pineault an die Columbus Blue Jackets abgegeben. Bis Saisonende kam er allerdings ausschließlich für deren AHL-Farmteam Syracuse Crunch zum Einsatz. Zu Beginn der Saison 2009/10 wurde der Kanadier in den NHL-Kader der Blue Jackets berufen. Im Saisonverlauf kam er zu 40 Einsätzen in der NHL und erzielte vier Punkte. Auch die folgende Saison begann er mit einem Einsatz in der NHL, doch im Anschluss wurde er ins Farmteam zu den Springfield Falcons geschickt. Am 7. Juli 2011 transferierten ihn die Columbus Blue Jackets im Austausch für Ryan Russell zu den Canadiens de Montréal.
Dort spielte Blunden überwiegend für die Hamilton Bulldogs, das Farmteam der Canadiens, ehe er das Franchise nach drei Jahren verließ und sich im Juli 2014 den Tampa Bay Lightning anschloss. Auch dort kam er überwiegend in der AHL bei den Syracuse Crunch zum Einsatz. Sein nach der Saison 2015/16 auslaufender Vertrag wurde nicht verlängert, sodass er sich im Juli 2016 als Free Agent den Ottawa Senators anschloss. In der Folge war Blunden zwei Jahre in Ottawa aktiv, stand aber mit Ausnahme von drei NHL-Partien für die AHL-Kooperationspartner Binghamton Senators und Belleville Senators auf dem Eis.
Im Sommer 2018 entschied sich Blunden zu einem Wechsel nach Europa und unterzeichnete einen Vertrag beim italienischen Klub HC Bozen aus der österreichischen Erste Bank Eishockey Liga (EBEL). Im April 2019 unterzeichnete der Stürmer einen Einjahresvertrag bei den Schwenninger Wild Wings aus der Deutschen Eishockey Liga (DEL). Nach der Spielzeit 2019/20 beendete der 33-Jährige seine aktive Karriere. Nach mehrjähriger Pause begann Blunden im Sommer 2022 als Scout bei seinem Ex-Team Tampa Bay Lightning zu arbeiten.

### International
Mit der kanadischen U20-Nationalmannschaft nahm Blunden an der U20-Junioren-Weltmeisterschaft 2006 teil, bei der er mit seiner Mannschaft Weltmeister wurde. In sechs Turnierspielen steuerte er fünf Scorerpunkte zum Titelgewinn bei.

## Erfolge und Auszeichnungen
- 2006 Goldmedaille bei der U20-Junioren-Weltmeisterschaft
- 2006 OHL Third All-Star Team

## Karrierestatistik

### International
Vertrat Kanada bei:
- U20-Weltmeisterschaft 2006

(Legende zur Spielerstatistik: Sp oder GP = absolvierte Spiele; T oder G = erzielte Tore; V oder A = erzielte Assists; Pkt oder Pts = erzielte Scorerpunkte; SM oder PIM = erhaltene Strafminuten; +/− = Plus/Minus-Bilanz; PP = erzielte Überzahltore; SH = erzielte Unterzahltore; GW = erzielte Siegtore; 1 Play-downs/Relegation; Kursiv: Statistik nicht vollständig)